# Клеопа
Клео́па (арам. חלפי, חילפאי — прехождение, обмен) — апостол от семидесяти. 
Согласно «Четьим-минеям» Димитрия Ростовского, ссылающимся на Лк. 24:18,
Святой Клеопа, младший брат святого Иосифа обручника. Он на дороге в Еммаус вместе со святым Лукою видел Господа по воскресении Его, потом узнал воскресшего Христа, когда Он явился собравшимся ученикам в одном доме, где совершил преломление хлеба. За проповедь о Христе святой Клеопа был умерщвлен иудеями.
В списке семидесяти апостолов священномученика Дорофея (приводимом в церковнославянских изданиях «Апостола») отождествляется с Симеоном, сродником Господним.
«Богословский энциклопедический словарь» 1913 года, однако, различает двух Клеоп:
Клеопа — муж Марии Клеоповой (Ин. 19:25), которому, как полагают, явился Господь на пути в Эммаус (Лк. 24:13), Следует отличать этого Клеопу от Клеопы, брата Иосифа Обручника. Многие отождествляют Клеопу с Алфеем, отцом Иакова Алфеева.
Память апостолу Клеопе совершается в Православной церкви 4 (17) января (Собор апостолов от семидесяти), в Католической церкви — 25 сентября.